# Schellův mlýn
Schellův mlýn v Puchverku v Suché u Hlavňovic v okrese Klatovy je vodní mlýn, který stojí jižně od obce Suchá na Kepelském potoce. Je chráněn jako nemovitá kulturní památka České republiky; předmětem ochrany je budova mlýnice, chlévy, stodola, náhon a pila.

## Historie
Mlýn je zakreslen na mapě Císařských povinných otisků z roku 1837.
V jeho okolí probíhala důlní činnost; s tím souvisí německý název lokality Puchwerk, který odkazuje na technická díla na potoce.

## Popis
Patrová mlýnice má v prkenné lomenici pavláčku. Na ni navazují hospodářské části - chlévy a stodola (pod jednou střechou), pila a náhon. Mlýnice, chlévy a stodola jsou umístěné na půdorysu písmene „L“, pila stojí samostatně; zachovány jsou z ní pouze zbytky zdiva.
Voda na vodní kolo vedla náhonem.